# Prodontocharax alleni
Prodontocharax alleni är en fiskart som beskrevs av Böhlke, 1953. Prodontocharax alleni ingår i släktet Prodontocharax och familjen Characidae. Inga underarter finns listade i Catalogue of Life.